# Enslaved
Enslaved (ɪn’sleɪvd в переводе с англ. — «Порабощённый») — норвежская метал-группа, в первые годы игравшая блэк-метал, а позднее эволюционировавшая в сторону викинг-метала с элементами прогрессива. Группа была создана в 1991 году Иваром Бьёрнсоном и Грутле Хьелльсоном, которым в тот момент было 13 и 17 лет соответственно, позже к ним присоединяется Трим Торсон. В этом составе были записаны первые демозаписи Nema и Yggdrasill и первый студийный альбом Vikingligr Veldi.
Обложки альбомов, тексты песен и идеология группы связаны с тематикой скандинавской мифологии, викингов и северной природой. Хотя в самом начале своей музыкальной карьеры Enslaved играли блэк-метал, но в отличие от других групп участники Enslaved никогда не имели отношения к сатанизму или поджогам церквей и не носили корпспэйнта. Начиная с альбома Mardraum: Beyond the Within группа больше тяготела к прогрессивному металу и викинг-металу и стилевому эклектизму. Тексты ранних альбомов написаны на норвежском и исландском языках.
За свою карьеру группа выпустила пятнадцать студийных альбомов, четыре EP, а также восемь концертных альбомов, четыре из которых были записаны в 2021 году во время онлайн-концертов.

## История

### Начало — Vikingligr Veldi (1991—1994)

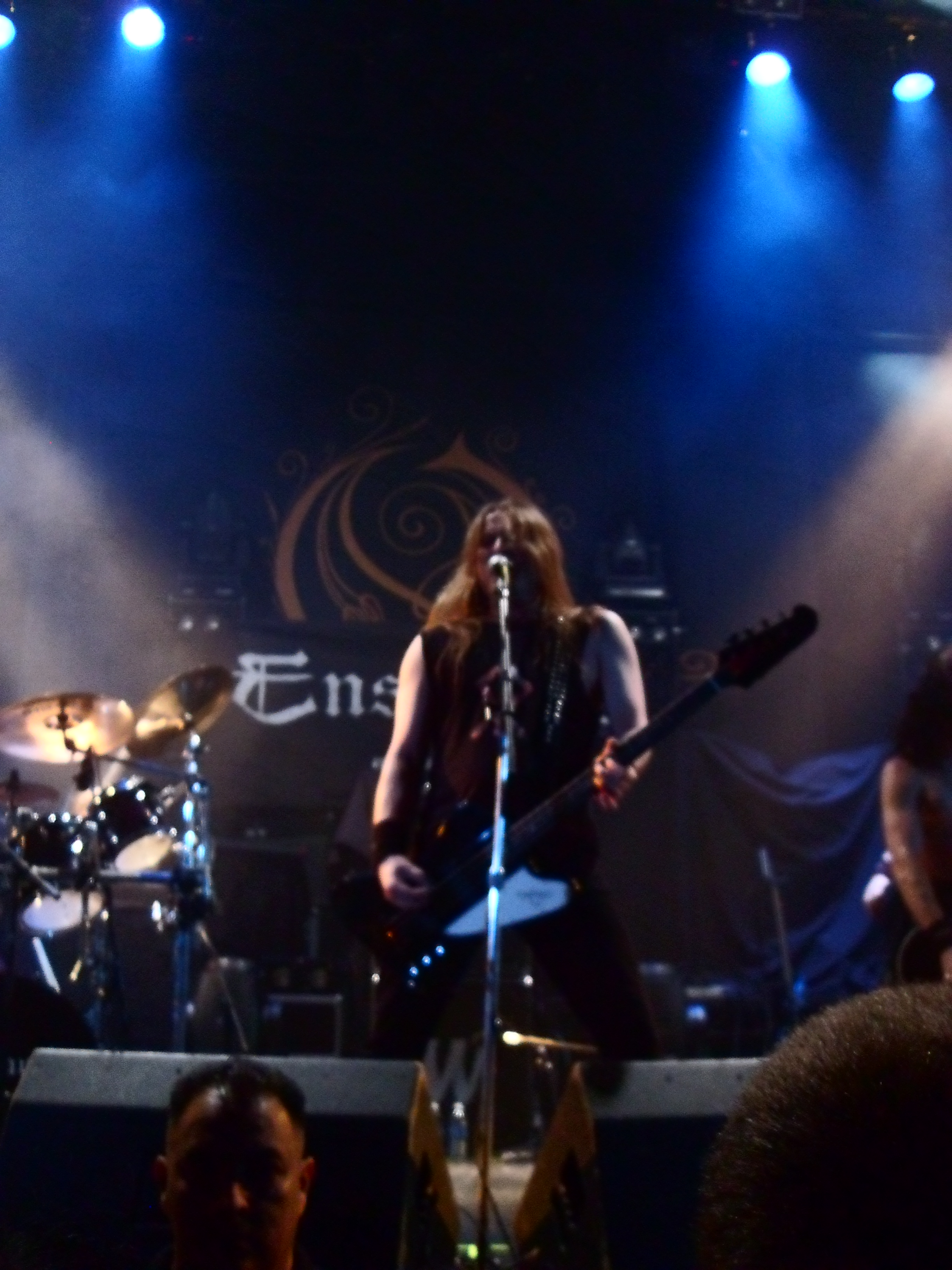
Грутле Хьелльсон в 2009 году

История группы начинается со встречи Грутле Хьелльсона и Ивара Бьорнсона в 1990 году. Ивар Бьорнсон в то время играл в трэш-метал-группе Obnoxious, а Грутле Хьелльсон и Трим Торсон начали дэт-метал-проект с ударником Хейном Фруде Хансеном. В результате их встречи была образована группа Phobia, игравшая дум/дэт-метал. Но она вскоре распалась, записав две демокассеты «The Last Settlement of Ragnarok» и «Feverish Convulsions», после чего музыканты решили сформировать новую группу, впоследствии названную Enslaved. Название было взято из песни норвежской блэк-метал-группы Immortal «Enslaved in Rot» с демозаписи The Northern Upins Death.
После 6 месяцев репетиций Enslaved записали свою первую демозапись под названием Nema, которая состояла из двух треков и не была даже смикширована. Из-за ужасного качества записи было решено не пускать её в тираж. Следующая демозапись под названием Yggdrasill была записана летом 1992 года и содержала 6 треков, а позднее эта демозапись была переиздана в 1995 году на лейбле Moonfog Productions в виде сплита с группой Satyricon. Затем в 1993 году был выпущен единственный на сегодняшний день EP Enslaved, получивший название Hordanes Land и вышедший на только что образовавшемся лейбле Candlelight Records. В этом же году группой был выпущен сплит вместе с группой Emperor. После данной записи на группу обратил внимание лейбл Deathlike Silence Records.
Первый студийный альбом Enslaved получил название Vikingligr Veldi и был выпущен на лейбле Евронимуса Deathlike Silence Productions в сотрудничестве и при помощи лейбла Voices of Wonder в феврале 1994 года. Лирика альбома в основном написана на древнеисландском, одна песня на древненорвежском. Лирика первой песни «Lifandi Liv Undir Hamri» рассказывает о завоеваниях и набегах викингов и о жизни в Мидгарде. Вторая песня — «Vetrarnótt», это север и его дух, некий языческий ритуал, песня «Midgards Eldar» — это стремление к возврату к богам наших отцов, песня «Heimdallr» — мотив из Эдды, песня о Хеймдалле, песня «Norvegr» — инструментал о Норвегии. Оригинальная версия альбома не имела названия на обложке, из-за чего альбом ошибочно называют одноименным или безымянным. Позднее альбом был переиздан в 2004 году лейблом Candlelight Records, как 2xCD совместно с EP Hordanes Land.

### Frost — Eld (1994—1997)
В августе 1994 года вышел второй альбом Frost, который был выпущен на лейбле Osmose Productions. На альбоме в песне «Yggdrasil» в качестве приглашённого музыканта выступает Эйрик «Путтен» Хундвин, который играет на безладовой бас-гитаре. Лирика альбома продолжает тематику скандинавской мифологии и эпохи викингов. Песня «Frost» — инструментал, «Loke» — песня о Локи, «Fenris» — рождение, захват и побег Фенрира, «Svarte Vidder» — битва на Плато Чёрной Горы, «Yggdrasil» — текст взят из произведения «The Rune Poem», где Один приносит себя в жертву на Великом Древе ради знания рун, «Jotunblod» — скандинавская космогония, кровь великана Имира, «Gylfaginning» — одноименная история из Эдды, «The Deluding of Gylfi», «Wotan» — песня о Вотане, «Isöders dronning» — некий вариант Снежной Королевы. С этим альбомом к Enslaved пришла мировая известность. После выхода альбома последовало европейское турне The Winter War Tour вместе с группой Marduk.
В 1997 году выходит третий студийный альбом Enslaved под названием Eld, на котором место барабанщика Трима Торсона занял Харальд Хельгенсон. Альбом был выпущен на лейбле Osmose Productions. Лирика альбома как и его предшественника продолжает тему скандинавской мифологии, песня «793 (Slaget Om Lindisfarne)» повествует о битве викингов, «Hordalendingen» рассказывает о возвращения человека из Хордаланда, «Alfablot» — песня о богине любви и войны Фрейе, «Kvasirs Blod» — песня про мёд поэзии, «For Lenge Siden» — песня о славном языческом прошлом и христианизации Скандинавии и борьбе с христианством, песня «Glemt» повествует о смерти, «Eld» песня о Рагнарёке, когда асы и инеистые великаны сойдутся в битве и мир будет сожжен огненным великаном Суртом, владыкой Муспельхейма. Для альбома Eld характерно множество сложных элементов, использования чистого вокала. После выпуска группу покинул Харальд Хельгесон, заменивший до этого Трима Торсона. Ему на смену приходит барабанщик Пер Хусебо. В новом составе группа приступает к написанию нового материала для следующего альбома.

### Blodhemn — Mardraum: Beyond the Within (1998—2000)
Следующим, четвёртым по счету, альбомом группы стал альбом под названием Blodhemn, который вышел в 1998 году на лейбле Osmose Productions. На этом альбоме вторым гитаристом стал Рой Кронхейм. Лирика альбома частично всё ещё о скандинавской мифологии, песня про Рагнарёк «Lenker Til Ragnarok», про мёд поэзии — «Suttungs Mjød», про глаз Мимира — «Eit Auga Til Mimir», про месть и Воинов Одина, и богиню любви и войны Фрейю. Также этот альбом был выпущен ограниченными изданиями в формате диджипак и на виниле, последний тиражом в 1000 копий, пронумерованных вручную.
Пятым по счету альбомом группы стал альбом под названием Mardraum: Beyond the Within, который вышел 3 октября 2000 года на лейбле Osmose Productions. В США альбом был выпущен на лейбле Necropolis Records, а в 2008 году альбом был переиздан лейблом Season of Mist. Лирика альбома Mardraum: Beyond the Within посвящена традициям, магии и тайным знаниям древних викингов. Также альбом был выпущен на виниле тиражом в тысячу копий. Начиная с этого альбома группа полностью отходит от классического звучания блэк-метала и начинает свои творческие искания, которые заканчиваются переходом к прогрессив/викинг-металу.

### Monumension — Below the Lights (2001—2003)

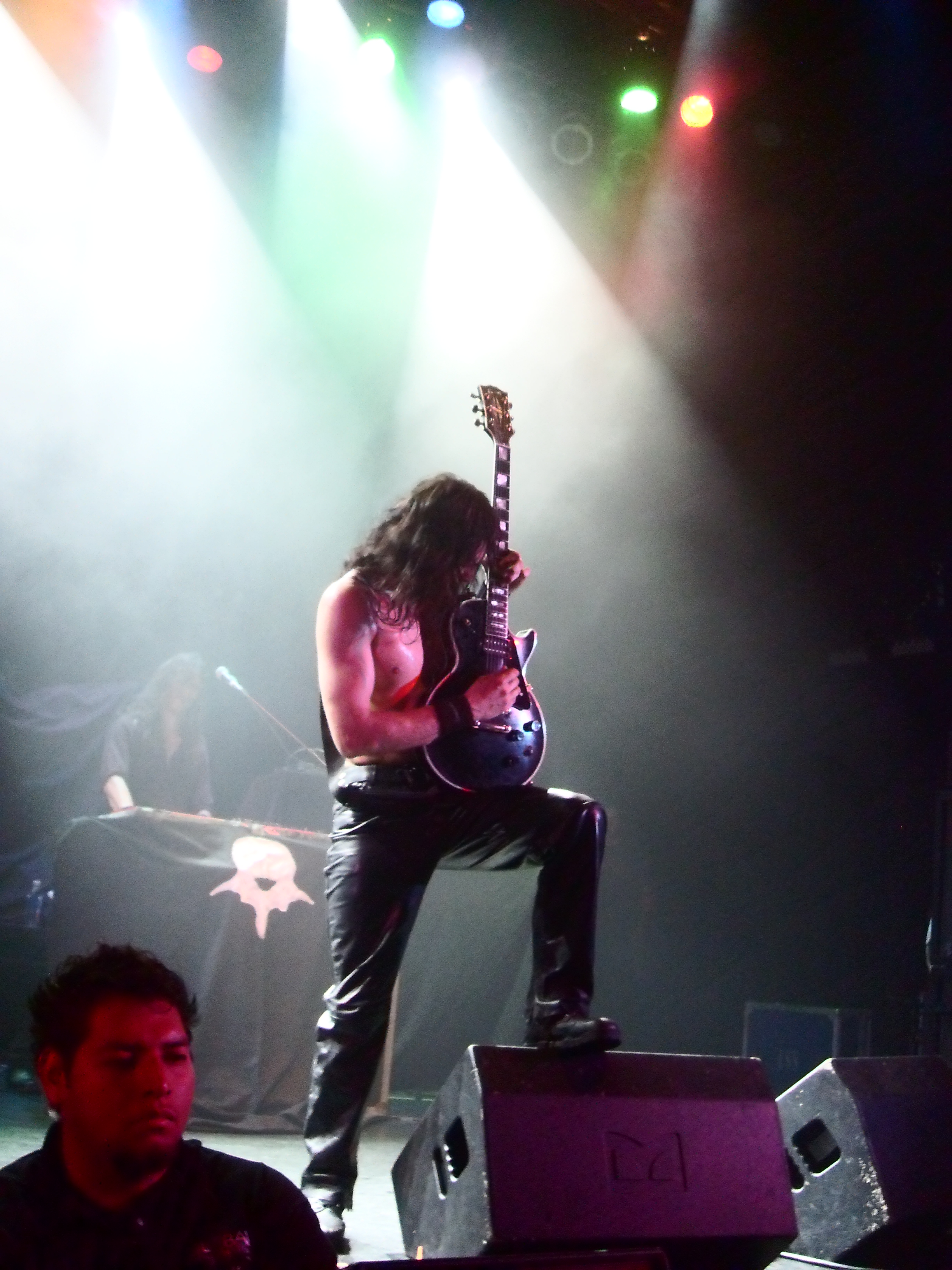
Арве Исдал в 2009 году

Шестой альбом группы под названием Monumension вышел 27 ноября 2001 года на лейбле Osmose Productions. Он продолжил взятый курс своего предшественника, на этом альбоме во второй раз в истории группы участвуют приглашённые музыканты, Трюгве Матисен — вокал в песне «Hollow Inside» и Деннис Рекстен — синтезаторы и дополнительные эффекты.
Следующим, седьмым по счету, альбомом группы стал альбом под названием Below the Lights, который вышел 14 апреля 2003 года на лейбле Osmose Productions. Перед записью альбома произошла смена состава, место Рой Кронхейма занял Арве Исдал, который и стал постоянным участником группы. Приглашёнными музыкантами на альбоме стали Деннис Рекстен, Инге Рипдал, Джина Торгнес. Альбом также вышел на виниле ограниченным тиражом в 1000 копий. Руны на обложке альбома гласят: «Voluspaa Seks og Ti». Они относится к строфам шесть и десять из прорицания Völuspá, одной из самых известных эпических песен «Старшей Эдды». В песне от имени вёльвы рисуется картина от сотворения мира до его гибели и последующего возрождения. В классическом издании песнь состоит из 66 восьмистиший, написанных размером форнюрдислаг.
Также в 2003 году выходит первый DVD группы под названием Live Retaliation, который был выпущен 1 августа 2003 года на лейбле Metal Mind Productions. Данный DVD кроме концерта содержит также бонусные материалы: интервью с группой, биографии участников группы, фотографии и художественную галерею, обои для рабочего стола и заставки, а также шесть аудио треков, четыре редких и два неизданных.

### Isa — Ruun (2004—2006)

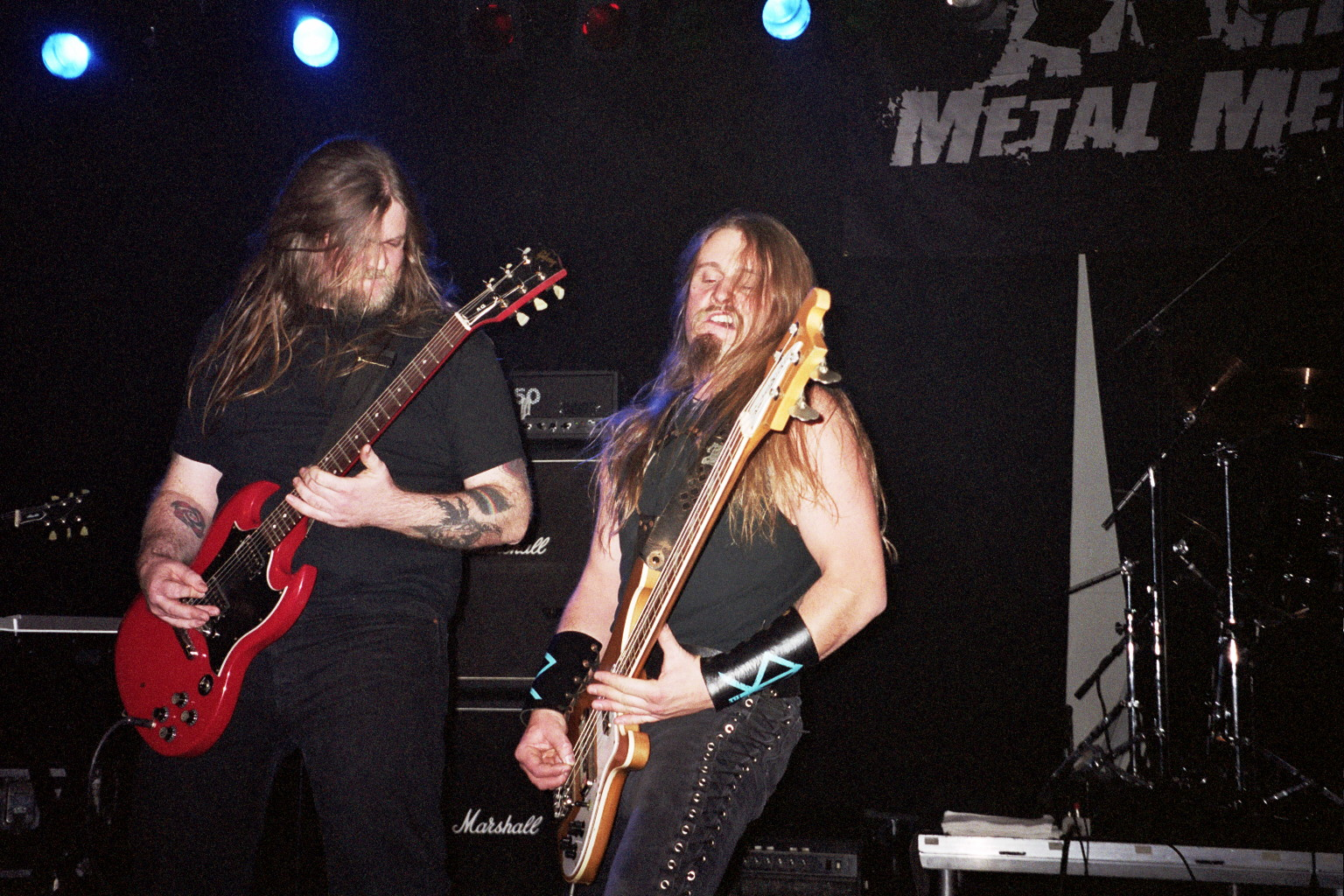
Enslaved на фестивале Arnhem Metal Meeting в 2005 году

Восьмым альбомом группы стал альбом под названием Isa, который вышел 1 ноября 2004 года на лейбле Tabu Recordings. В составе группы вновь произошли перемены, вместо Пера Хусебо должность барабанщика занимает Като Беккеволд. Также в группу на роль клавишника приходит Хербранд Ларсен. В качестве приглашённых музыкантов в записи участвуют Abbath и Nocturno Culto. Альбом также был выпущен в версии двойного LP на лейбле Back On Black ограниченные тиражом в 2000 копий. CD-версия поставляется с двумя мультимедийными треками, клипом на песню «Isa» и 20-минутным интервью с группой.
Альбом Enslaved «Isa» записывался в 2004 году на студии Amper Studio в Осло. Данная работа была отмечена двумя наградами — норвежским вариантом «Грэмми» и независимой Alarm Award.
11 сентября 2005 года на лейбле Tabu Recordings выходит второй DVD группы под названием Return to Yggdrasill.

В одном из своих интервью Иваром Бьёрнсон сказал по поводу нового DVD концерта 
Мы очень очень довольны качеством нашего нового DVD Return to Yggdrasill - live in Bergen. И звук и картинка получились именно такими, как мы хотели! Лично я имею совсем немного DVD в моей коллекции, так что особо не сравнишь. Но и звук, и видео, и, конечно, качество исполнения - все сделано на самом высоком уровне. К сожалению, большинство андерграундной продукции звучит и смотрится дерьмово, наверно сэкономили. Но требования к качеству растут, так что в целом мне нравится это, как новая разновидность искусства.
Очередной, девятый по счету, альбом группы под названием Ruun вышел 22 мая 2006 года на лейбле Tabu Recordings.

На веб-сайте группы сообщается следующее:
В данный момент завершается работа над последней композицией в студии Propeller Studio в Осло. Группа продюсировала альбом своими силами, а в роли руководителя процесса выступил Мике Хартунг. Сведение материала будет осуществляться в Швеции сразу же после окончания рекорд-сессий. В феврале группа планирует снять 2 видео на композиции с нового альбома.»

Комментируя выход нового альбома гитарист Арве Исдал сделал следующее сообщение:
Мы весьма довольны результатом и отзывами от людей, которые уже имели возможность прослушать наш альбом. Конечно же, над треками нужно еще немного поработать, но мы надеемся, что у вас хватит терпения дождаться окончания процесса.

Комментируя выход нового альбома Ивар Бьёрнсон:
Когда я и Грутле Хьелльсон разработали идею альбома, у меня возникло чувство связи старой сферы группы и нашей новой концепции. Традиция и ересь, логика и метафизика – все соседствует бок о бок. Материал вышел очень сильным, кажется, что он живет собственной жизнью. И я надеюсь и верю, что старые и новые слушатели насладятся этим альбомом. Мы очень благодарны Йону Скаллебергу, который работал вместе с нами во время записи, Мику Хартунгуу, микшировавшему альбом, а также Roffe и Tabu Recordings, постоянно осуществлявшим поддержку нашей новой работы.

Комментируя выход нового альбома Хербранд Ларсен:
Ruun весьма экстремален во многих аспектах. Зрелый звук, риффы, мелодии, гармонии и дисгармонии – все это «Ruun», и даже больше.

Комментируя выход нового альбома Грутле Хьелльсон:
Альбом содержит самую удачную и эффектную лирику среди всех предыдущих работ группы. Концепция текстов очень интересна и продуктивна. Мы провели немало времени, репетируя вокальные партии, и как результат — отличное слияние вокала с музыки. Каждый инструмент и голос нашли своё собственное место в общем звучании. Как бы там ни было, если вам не понравится новый Enslaved, то есть отличный повод прослушать «Frost» еще раз.
Альбом Enslaved был удостоен награды Spellemann в категории «Metal» за альбом «Ruun», вышедший в мае 2006 на лейбле Tabu Recordings и Candlelight в США. Награждение крупнейшей и старейшей норвежской музыкальной премией состоялось 27 января в театре Thalia в Осло.
После выпуска «Ruun» Enslaved планируют европейский тур в поддержку альбома вместе с Khold и Vreid.

### Vertebrae — RIITIIR (2008—2012)

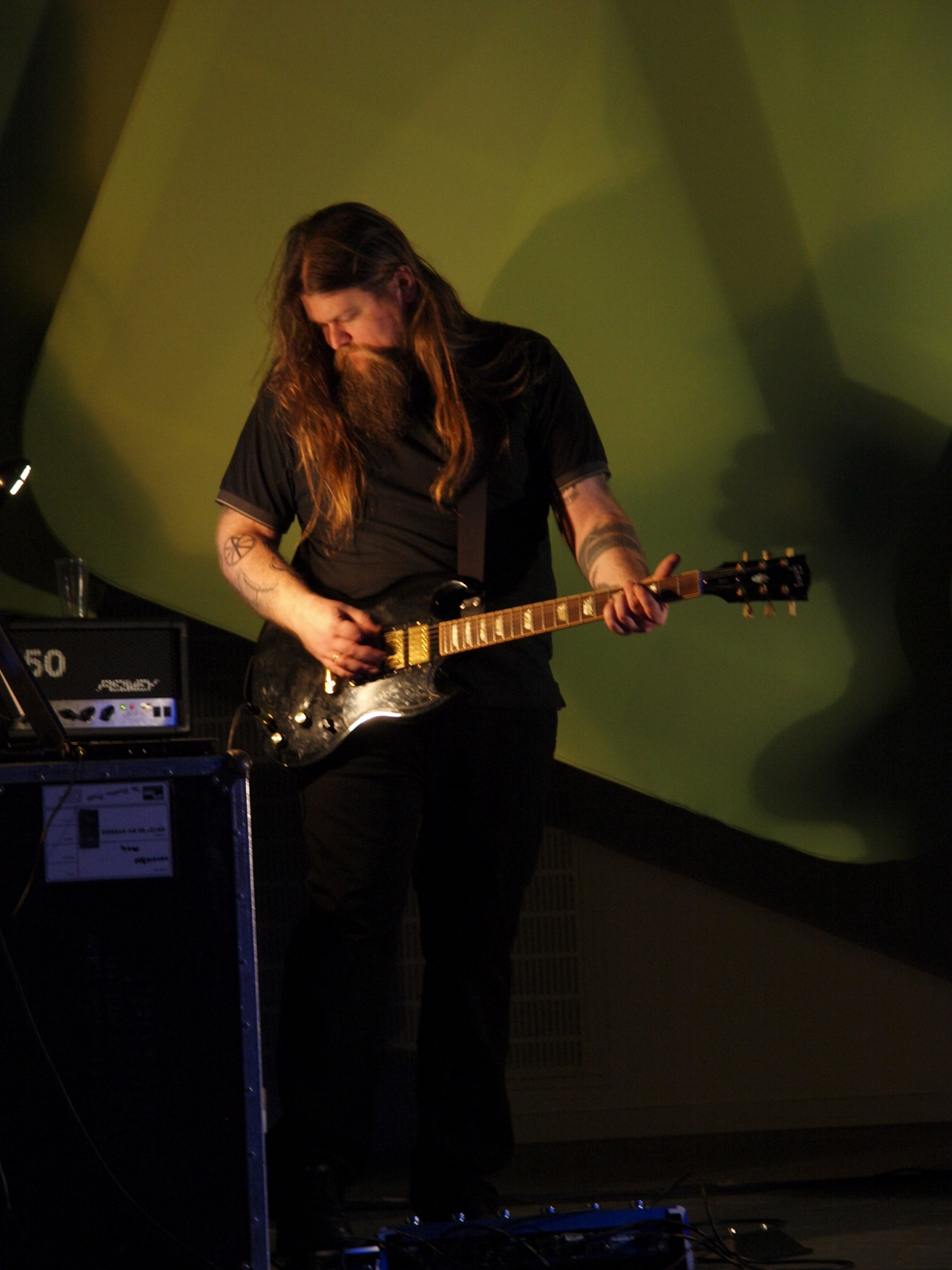
Ивар Бьёрнсон в 2009 году

После записи альбома Ruun группа уходит с лейбла Tabu Recordings. Согласно пресс-релизу, уход коллектива с Tabu Recordings ознаменовывает завершение неустойчивого периода деятельности группы, вынудившего группу отложить работу над своим новым альбомом.
Indie Recordings объявила о присоединении норвежской экстрим авангард блэк метал-группы Enslaved к лейблу.

Комментарии группы:
Мы знаем людей из Indie Recordings уже много лет и хорошо осведомлены об их преданности делу, энтузиазме и профессионализме. Заключить с ними контракт — это совершенно логичное решение для нас и мы гордимся тем, что начинаем это сотрудничество с самым сильнейшим нашим альбомом на настоящий момент.
После подписания контракта с Indie Recordings группа 26 сентября 2008 года выпускает десятый по счету альбом Vertebrae. Альбом был записан в течение первых месяцев 2008 года. Микширование произвёл Джо Барреси, а мастеринг Джордж Марино в студии Sterling Sound.
Повторно альбом был выпущен в мае 2009 года в двух форматах Deluxe: CD коробки с патчем, талреп[уточнить] и шоу Rock Hard Festival 2008 и виниловое издание с шоу Rock Hard Festival 2008. Также на песню «The Watcher» был снят видеоклип.
За альбом Vertebrae группа в третий раз за последние пять лет была номинирована на престижную премию Spellemann в категории «Metal». Самая старая и самая престижная музыкальная награда вручалась 24 января в зале Spektrum в Осло и транслировалась в прямом эфире по норвежскому каналу TV2.

Enslaved так прокомментировали это событие:
Для нас очень почетно получить нашу третью Грэмми. Вечеринка была хороша, мы неплохо провели там время. Мы думаем, что комитет по вручению Грэмми поступил очень щедро, выдав каждому артисту целых два кувшина холодной воды и продавая стаканчики с пивом емкостью 0.3 литра в баре за 7.5 евро. К счастью, по пути сюда мы ограбили банк и могли позволить себе напиться вдрызг. Понедельник выдался тяжелым. Спасибо.
В конце 2009 года Enslaved приступили к записи своего одиннадцатого студийного альбома. Ударные были записаны в бергенской студии Duper. Остальные инструменты были записаны в студиях Herbrand и Ice Dale’s Earshot и в Peersonal Sound.
Получивший название Axioma Ethica Odini альбом вышел 27 сентября 2010 года на лейбле Indie Recordings и в США на лейбле Nuclear Blast Records.
Обложку для альбома создал норвежский художник Трулс Эспедал, оформляющий альбомы Enslaved с 2001 года.

Басист/вокалист Грутле Хьелльсон сказал по поводу обложки:
Каждую новую обложку я и Ивар Бьёрнсон продумываем так, чтобы она содержала много смыслов и имела свой символизм. После мы связываемся с Трулсом и объясняем ему свои идеи. Мы встречаемся, обсуждаем и он создаёт эскизы. Трулс может предложить свои варианты видения наших идей. И он создаёт шедевр. Обложка — чудо, как хороша. Потрясающе.

Трулс Эспедал добавляет:
Мне настолько приятно работать с Enslaved, что я считаю, что они могли бы выпускать альбомы почаще. В этот раз идеи Ивара и Грутле оказались интереснее и сложнее, чем раньше. Но их вера в меня заставляет поднимать планку выше, чем было. В этот раз мы поработали глубже, чем с предыдущими альбомами, получив обложку, полную символизма и образности. Создавая, я думаю, что могу визуализировать историю и атмосферу музыки. Надеюсь, другие люди думают так же.
Помимо обычной CD версии, альбом был издан в специальном издании на винил формате 7 с бонус винил-синглом, в который вошли новые версии песен «Jotunblod» и «Migration».
Двенадцатый студийный альбом получил название RIITIIR и был издан 28 сентября 2012 года в Европе и 2 октября 2012 года в Северной Америке на лейбле Nuclear Blast Records.

## Музыка и идеология группы
В самом начале своей музыкальной карьеры Enslaved играли блэк-метал, но в отличие от других групп участники Enslaved никогда не имели отношения к сатанизму или поджогам церквей и не носили корпспэйнта и лирика их первого альбома была посвящена скандинавской мифологии. Главной составляющей музыки и идеологии группы стала скандинавская мифология, культура, история, традиции викингов и северная природа.
На вопрос в одном из интервью об отношении к современной блэк-метал сцене Ивар Бьёрнсон ответил следующее:
Я думаю, блэк-метал является стилем жизни для тех, кто честно работает над созданием хорошей музыки, развивает свои идеи. Конечно, сейчас на сцене много дерьма, но ведь это в любом жанре встречается. Мне кажется, некоторые люди использовали и используют блэкушный имидж, чтобы спрятать свою никчемность и отсутствие таланта. К счастью, многие отличные блэк-метал-группы могут доказать обратное. Что касается классификации, я нахожу это довольно неинтересным. Норвежский блэк-метал в целом неплох, но и здесь можно найти поганые группы. В общем, я не верю классификациям, верю только собственным ушам.
На вопрос в одном из интервью об взаимоотношении шведской и норвежской блэк-метал сцены Ивар Бьёрнсон ответил следующее:
Мне, вообще-то, сложно судить об этом стиле, поскольку сами мы к нему не относимся: то, что делает Enslaved - это именно Викинг-метал, и я, честно, говоря, не очень люблю, когда нас относят к блэк-металу. Что же касается «чернушной» сцены, то да, конечно, между норвежскими и шведскими группами существует некоторая конкуренция, однако по большей части она не выливается в какие-то отрицательные последствия: напротив, есть стимул самосовершенствоваться, выпускать более интересные альбомы. Конкуренция, как известно, идет только во благо, способствует улучшению качества. Если говорить о так называемых «true» и «false» блэк-метал-группах, то, честно говоря, мне такое разделение не совсем понятно. Кому оно может быть нужно? И что тут считать полноценным критерием? Я полагаю так: если ты сам искренне веришь в честность своей музыки, если она идет из глубины души, из самого сердца - то она уже «true», что бы там кто ни говорил. Причем, слушая новые релизы, я вообще стараюсь не забивать себе голову разной ерундой: какая, в конце концов, разница? Главное, чтоб было красиво, оригинально и интересно.
На вопрос в одном из интервью об взаимоотношении участников группы и религии Ивар Бьёрнсон ответил следующее:
Несмотря на то, что Enslaved никогда не записывались в ряды ярых анти-христиан, я никогда не поддерживал эту религию. Мне не нравится, во-первых, что делает церковь, как её служители зарабатывают деньги и т.д и т.п. Во-вторых, считаю это крайне унизительным для человека - поклоняться кому-либо, подавлять свою волю и стремиться уничтожить все, что называется индивидуальностью. Нет ничего противней серой массы, безликости... разве в этом должно быть истинное призвание человека? Не верю. Мне гораздо ближе другое учение, восточного толка: я верю, что внутри каждого из нас дремлет свой особенный бог, и смысл жизни только в том, чтобы его разбудить... дальше ты сам поймешь собственную миссию. Еще я увлекаюсь мифологией, люблю магию.
На вопрос в одном из интервью о том, когда впервые он заинтересовался музыкой, Ивар Бьёрнсон ответил следующее:
Гитарой я занялся лет, наверное, в девять, когда отец впервые попытался привить мне хороший музыкальный вкус и заодно научить играть хотя бы самые простые мелодии. Научил, что же... но потом он об этом сильно пожалел. Вообще, жизнь музыканта непроста, особенно если ты пытаешься играешь некоммерческую музыку и не зарабатываешь на этом нормальных денег. Долгое время возникали проблемы с работой, неудобно было из-за частых турне: приходилось то и дело менять свои занятия, постоянно устраиваться, отпрашиваться, уходить-приходить... Сейчас, вроде, стало проще: вместе с друзьями мы организовали свою собственную фирму, и поэтому можем ни от кого не зависеть.
На вопрос в одном из интервью о личной жизни Ивар Бьёрнсон ответил следующее:
Мы стараемся сохранить личную жизнь в секрете. Но и так многие знают, что Грутле Хьелльсон и Като Беккеволд увлекаются рыбалкой. Лично для меня музыка стала основным способом проведения досуга. У меня есть маленькая контора с программистами, но это скорее хобби для меня. Хербранд Ларсен работает в студии, он продюсирует записи многих команд, а также занимается преподаванием музыки. Наконец, Арве Исдал играет на гитаре одновременно во множестве проектов, а на досуге учится.

## Участники группы
Схема 

### Текущий состав
- Грутле Хьелльсон (норв. Grutle Kjellson) — бас-гитара, вокал (1991 — настоящее время)
- Ивар Бьёрнсон (норв. Ivar Bjørnson) — гитара, клавишные, вокал (1991 — настоящее время)
- Арве Исдал (норв. Arve "Ice Dale" Isdal) — гитара (2002 — настоящее время)
- Ивер Сандёй (норв. Iver Sandøy) — ударные, вокал (2018 — настоящее время)
- Хокон Винье (норв. Håkon Vinje) — клавишные, вокал (2017 — настоящее время)

### Бывшие участники
- Трим Турсон (норв. Trym Torson) — ударные (1991—1995)
- Рой Кронхейм (норв. Roy Kronheim) — гитара (1997—2002)
- Пер Хусебо (норв. Per Husebo) — ударные (1997—2003)
- Харальд Хельгенсон (норв. Harald Helgeson) — ударные (1995—1997)
- Хербранд Ларсен (норв. Herbrand Larsen) — клавишные, меллотрон, гитара, вокал (2004—2016)

## Дискография

### Студийные альбомы
| Год              | Студийный альбом                                 | Лейбл                         |
| ---------------- | ------------------------------------------------ | ----------------------------- |
| 1994 февраль     | Vikingligr Veldi 1-й студийный альбом            | Deathlike Silence Productions |
| 1994 август      | Frost 2-й студийный альбом                       | Osmose Productions            |
| 1997             | Eld 3-й студийный альбом                         | Osmose Productions            |
| 1998             | Blodhemn 4-й студийный альбом                    | Osmose Productions            |
| 2000 3 октября   | Mardraum: Beyond the Within 5-й студийный альбом | Osmose Productions            |
| 2001 27 ноября   | Monumension 6-й студийный альбом                 | Osmose Productions            |
| 2003 14 апреля   | Below the Lights 7-й студийный альбом            | Osmose Productions            |
| 2004 1 ноября    | Isa 8-й студийный альбом                         | Tabu Recordings               |
| 2006 2 мая       | Ruun 9-й студийный альбом                        | Tabu Recordings               |
| 2008 26 сентября | Vertebrae 10-й студийный альбом                  | Indie Recordings              |
| 2010 27 сентября | Axioma Ethica Odini 11-й студийный альбом        | Indie Recordings              |
| 2012 28 сентября | RIITIIR 12-й студийный альбом                    | Nuclear Blast                 |
| 2015 6 марта     | In Times 13-й студийный альбом                   | Nuclear Blast                 |
| 2017 13 октября  | E 14-й студийный альбом                          | Nuclear Blast                 |
| 2020 2 октября   | Utgard 15-й студийный альбом                     | Nuclear Blast                 |
| 2023 3 марта     | Heimdal 16-й студийный альбом                    | Nuclear Blast                 |

### EP
| Год            | EP                                  | Лейбл              |
| -------------- | ----------------------------------- | ------------------ |
| 1993 апрель    | Hordanes Land 1-й EP                | Candlelight        |
| 2011 май       | The Sleeping Gods 2-й EP            | Scion A/V          |
| 2011 август    | Thorn 3-й EP                        | Soulseller Records |
| 2021 1 октября | Caravans to the Outer Worlds 4-й EP | Nuclear Blast      |

### Сплиты
| Год       | Сплиты                               | Лейбл                    |
| --------- | ------------------------------------ | ------------------------ |
| 1993 июнь | Emperor / Hordanes Land              | Candlelight / CM Records |
| 1995      | The Forest is My Throne / Yggdrasill | Moonfog Productions      |

### Демо
| Год  | Демо       | Лейбл         |
| ---- | ---------- | ------------- |
| 1991 | Nema       | Self Released |
| 1992 | Yggdrasill | Independent   |

### Концерты
| Год  | Концертный альбом                | Лейбл                  |
| ---- | -------------------------------- | ---------------------- |
| 2003 | Live Retaliation 1-й концерт     | Metal Mind Productions |
| 2005 | Return to Yggdrasill 2-й концерт | Tabu Recordings        |

### Официальные ресурсы
- enslaved.no — официальный сайт Enslaved
- Канал Enslaved на YouTube
- Enslaved на Bebo

### Другое
- Биография и дискография группы на сайте MusicMight